# Liste der DDR-Einzelmeister im Fechten
Die Liste der DDR-Einzelmeister im Fechten stellt alle Sieger sowie die Zweit- und Drittplatzierten bei den Einzelmeisterschaften der Deutschen Demokratischen Republik im Fechten dar, die zwischen 1952 und 1990 jährlich stattfanden. Dabei erfolgt die Gliederung nach Geschlecht und Waffengattung (Florett, Degen und Säbel) getrennt. Im weiteren Teil werden nach gleicher Unterscheidung alle Gewinner von mindestens zwei DDR-Meisterschaften genannt, den Abschluss bildet die Medaillenwertung nach Vereinszugehörigkeit. Wettkämpfe im Damendegen und Damensäbel fanden bei DDR-Einzelmeisterschaften nicht statt. Erfolgreichster Fechter mit fünf Meistertiteln sowie vier zweiten Plätzen und einem dritten Platz war Heinz Ebert von der BSG Einheit Mitte Karl-Marx-Stadt. Im Damenflorett konnte Mandy Niklaus (geb. Dick), die für den SC Einheit Dresden und den SC Dynamo Berlin startete, viermal die DDR-Meisterschaft gewinnen, wurde dreimal Vizemeisterin, zweimal Drittplatzierte und ist erfolgreichste Teilnehmerin an den Meisterschaften.

## Liste der DDR-Meister

### Herrenflorett
| Jahr | Gold                                            | Silber                                          | Bronze                                      |
| ---- | ----------------------------------------------- | ----------------------------------------------- | ------------------------------------------- |
| 1952 | Georg Neuber (BSG Chemie Torgau)                | Dieter Athenstedt (BSG Empor Mitte Leipzig)     | Alfred Meier (BSG Fortschritt Apolda)       |
| 1953 | Herbert Beyrich (BSG Empor Mitte Leipzig)       | Hans Hoffmeister (HSG Wissenschaft Rostock)     | Dieter Athenstedt (BSG Empor Mitte Leipzig) |
| 1954 | Dieter Athenstedt (BSG Empor Mitte Leipzig)     | Heinz Ebert (BSG Einheit Mitte Karl-Marx-Stadt) | Hans Baumbach (BSG Motor West Zella-Mehlis) |
| 1955 | Dieter Athenstedt (BSG Empor Mitte Leipzig)     | Heinz Ebert (BSG Einheit Mitte Karl-Marx-Stadt) | Rudi Kneip (BSG Empor Mitte Leipzig)        |
| 1956 | Heinz Ebert (BSG Einheit Mitte Karl-Marx-Stadt) | Dieter Athenstedt (BSG Empor Mitte Leipzig)     | Rudi Kneip (BSG Empor Mitte Leipzig)        |
| 1957 | Heinz Ebert (BSG Einheit Mitte Karl-Marx-Stadt) | Dieter Athenstedt (BSG Empor Mitte Leipzig)     | Hans-Ulrich Jänicke (SC DHfK Leipzig)       |
| 1958 | Hans-Eberhard Gäbel (SC DHfK Leipzig)           | Heinz Ebert (BSG Einheit Mitte Karl-Marx-Stadt) | Horst Kühnert (SC Einheit Dresden)          |
| 1959 | Günter Engelhardt (SC Einheit Dresden)          | Heinz Pechmann (SG Dynamo Eisenach)             | Hans-Ulrich Jänicke (SC DHfK Leipzig)       |
| 1960 | Hans-Ulrich Jänicke (SC DHfK Leipzig)           | Werner Hanke (SC Einheit Dresden)               | Thomas Klein (SG Dynamo Karl-Marx-Stadt)    |
| 1961 | Jörg Hornkohl (SC DHfK Leipzig)                 | Hans-Ulrich Jänicke (SC DHfK Leipzig)           | Thomas Klein (SG Dynamo Karl-Marx-Stadt)    |
| 1962 | Werner Hanke (SC Einheit Dresden)               | Jörg Hornkohl (SC DHfK Leipzig)                 | Hans-Ulrich Jänicke (SC DHfK Leipzig)       |
| 1963 | Peter Hertel (ASG Vorwärts Leipzig)             | Werner Hanke (SC Einheit Dresden)               | Horst Kühnert (SC Einheit Dresden)          |
| 1964 | Hans-Ulrich Jänicke (SC DHfK Leipzig)           | Klaus Schenkel (ASG Vorwärts Leipzig)           | Peter Hertel (ASG Vorwärts Leipzig)         |
| 1965 | Klaus Schenkel (ASG Vorwärts Leipzig)           | Fritz Raschke (SG Dynamo Eisenach)              | Peter Hertel (ASG Vorwärts Leipzig)         |
| 1966 | Fritz Raschke (SG Dynamo Eisenach)              | Norbert Meller (ASG Vorwärts Leipzig)           | Klaus Schenkel (ASG Vorwärts Leipzig)       |
| 1967 | Fritz Raschke (SG Dynamo Eisenach)              | Klaus Schenkel (ASG Vorwärts Leipzig)           | Peter Pfeiffer (SG Dynamo Eisenach)         |
| 1968 | Fritz Raschke (SG Dynamo Eisenach)              | Norbert Meller (ASG Vorwärts Leipzig)           | Peter Pfeiffer (SG Dynamo Eisenach)         |
| 1969 | Fritz Raschke (SC Dynamo Berlin)                | Wolfgang Wuthenow (SG Dynamo Eisenach)          | Klaus-Dieter Prodel (SC Dynamo Berlin)      |
| 1970 | Peter Pfeiffer (SG Dynamo Eisenach)             | Wolfgang Wuthenow (SG Dynamo Eisenach)          | Hartmuth Behrens (SG Dynamo Eisenach)       |
| 1971 | Fritz Raschke (SC Dynamo Berlin)                | Ralf Prater (SC Einheit Dresden)                | Nobert Meller (ASG Vorwärts Leipzig)        |
| 1972 | Klaus Haertter (SC Einheit Dresden)             | Hartmuth Behrens (SC Dynamo Berlin)             | Klaus-Dieter Prodel (SC Dynamo Berlin)      |
| 1973 | Klaus Haertter (SC Einheit Dresden)             | Hartmuth Behrens (SC Dynamo Berlin)             | Wolfgang Wuthenow (SG Dynamo Eisenach)      |
| 1974 | Klaus-Dieter Prodel (SC DHfK Leipzig)           | Peter Pfeiffer (SC Dynamo Berlin)               | Jörg Bächstedt (SC Motor Jena)              |
| 1975 | Klaus-Dieter Prodel (SC DHfK Leipzig)           | Hartmuth Behrens (SC Dynamo Berlin)             | Jörg Bächstedt (SC Motor Jena)              |
| 1976 | Hartmuth Behrens (SC Dynamo Berlin)             | Klaus Haertter (SC Einheit Dresden)             | Peter Pfeiffer (SC Dynamo Berlin)           |
| 1977 | Klaus Haertter (SC Einheit Dresden)             | Hartmuth Behrens (SC Dynamo Berlin)             | Adrian Germanus (SC Motor Jena)             |
| 1978 | Klaus Haertter (SC Einheit Dresden)             | Jens Geisler (ASK Vorwärts Potsdam)             | Siegmar Gutzeit (SC Einheit Dresden)        |
| 1979 | Hartmuth Behrens (SC Dynamo Berlin)             | Siegmar Gutzeit (SC Einheit Dresden)            | Adrian Germanus (SC Motor Jena)             |
| 1980 | Klaus Haertter (SC Einheit Dresden)             | Siegmar Gutzeit (SC Einheit Dresden)            | Holger Lossius (SC Dynamo Berlin)           |
| 1981 | Thomas Heidenescher (ASK Vorwärts Potsdam)      | Adrian Germanus (SC Motor Jena)                 | Klaus Kotzmann (ASK Vorwärts Potsdam)       |
| 1982 | Frank Teichmann (SC Motor Jena)                 | Klaus Kotzmann (ASK Vorwärts Potsdam)           | Jens Howe (ASK Vorwärts Potsdam)            |
| 1983 | Thomas Heidenescher (ASK Vorwärts Potsdam)      | Hartmuth Behrens (SC Dynamo Berlin)             | Adrian Germanus (SC Motor Jena)             |
| 1984 | Adrian Germanus (SC Motor Jena)                 | Klaus Kotzmann (ASK Vorwärts Potsdam)           | Jens Howe (ASK Vorwärts Potsdam)            |
| 1985 | Adrian Germanus (SC Motor Jena)                 | Udo Wagner (SC Einheit Dresden)                 | Vincenz Rieger (SC Motor Jena)              |
| 1986 | Udo Wagner (SC Einheit Dresden)                 | Vincenz Rieger (SC Motor Jena)                  | Jan Fischer (ASK Vorwärts Potsdam)          |
| 1987 | Udo Wagner (SC Einheit Dresden)                 | Adrian Germanus (SC Motor Jena)                 | Thomas Rieger (SC Motor Jena)               |
| 1988 | Udo Wagner (SC Einheit Dresden)                 | Ingo Stafehl (SC Dynamo Berlin)                 | Roy Müller (ASK Vorwärts Potsdam)           |
| 1989 | Jens Howe (ASK Vorwärts Potsdam)                | Udo Wagner (SC Einheit Dresden)                 | Uwe Jarosch (ASK Vorwärts Potsdam)          |
| 1990 | Ingo Weißenborn (ASK Vorwärts Potsdam)          | Uwe Jarosch (ASK Vorwärts Potsdam)              | Ingo Stafehl (SC Dynamo Berlin)             |

### Herrendegen
| Jahr      | Gold                                        | Silber                                      | Bronze                                       |
| --------- | ------------------------------------------- | ------------------------------------------- | -------------------------------------------- |
| 1952      | Günter Keßler (BSG Motor Dresden-Ost)       | Albert Gipp (BSG Empor Mitte Leipzig)       | Heinz Braecklein (BSG Empor Mitte Leipzig)   |
| 1953      | Günter Keßler (BSG Motor Dresden-Ost)       | Dieter Athenstedt (BSG Empor Mitte Leipzig) | Walter Lamprecht (BSG Lokomotive Köthen)     |
| 1954      | Dieter Athenstedt (BSG Empor Mitte Leipzig) | Walter Lamprecht (BSG Lokomotive Köthen)    | Fritz Burggraf (BSG Lokomotive Köthen)       |
| 1955      | Rudi Kneip (BSG Empor Mitte Leipzig)        | Herbert Beyrich (BSG Empor Mitte Leipzig)   | Heinz Pechmann (BSG Post Erfurt)             |
| 1956      | Rudi Kneip (BSG Empor Mitte Leipzig)        | Dieter Athenstedt (BSG Empor Mitte Leipzig) | Gerhard Gräfenstein (BSG Post Erfurt)        |
| 1957      | Dieter Athenstedt (BSG Empor Mitte Leipzig) | Gerhard Gräfenstein (BSG Post Erfurt)       | Heinz Pechmann (BSG Post Erfurt)             |
| 1958      | Harry Fiedler (BSG Chemie Rodleben)         | Rudi Kneip (BSG Empor Mitte Leipzig)        | Gisbert Nelke (SC Einheit Dresden)           |
| 1959      | Gisbert Nelke (SC Einheit Dresden)          | Thomas Klein (SG Dynamo Karl-Marx-Stadt)    | Herbert Schöne (BSG Motor West Zella-Mehlis) |
| 1960      | Gisbert Nelke (SC Einheit Dresden)          | Hans-Ulrich Jänicke (SC DHfK Leipzig)       | Peter Pubik (SC DHfK Leipzig)                |
| 1961      | Thomas Klein (SG Dynamo Karl-Marx-Stadt)    | Hans-Ulrich Jänicke (SC DHfK Leipzig)       | Günter Burzlaff (BSG Lokomotive Dresden)     |
| 1962      | Harry Fiedler (ASG Vorwärts Leipzig)        | Rüdiger Kaiser (SG Dynamo Eisenach)         | Klaus Dumke (SG Dynamo Eisenach)             |
| 1963      | Harry Fiedler (ASG Vorwärts Leipzig)        | Hans-Ulrich Jänicke (SC DHfK Leipzig)       | Manfred Dobrunz (SC DHfK Leipzig)            |
| 1964      | Klaus Dumke (SG Dynamo Eisenach)            | Horst Melzig (ASG Vorwärts Leipzig)         | Bernd Uhlig (SG Dynamo Eisenach)             |
| 1965      | Horst Melzig (ASG Vorwärts Leipzig)         | Harry Fiedler (ASG Vorwärts Leipzig)        | Klaus Dumke (SG Dynamo Eisenach)             |
| 1966      | Klaus Dumke (SG Dynamo Eisenach)            | Harry Fiedler (ASG Vorwärts Leipzig)        | Dieter Burger (ASG Vorwärts Leipzig)         |
| 1967      | Klaus Dumke (SG Dynamo Eisenach)            | Bernd Uhlig (SG Dynamo Eisenach)            | Peter Schulze (SC DHfK Leipzig)              |
| 1968      | Harry Fiedler (ASG Vorwärts Leipzig)        | Klaus Dumke (SG Dynamo Eisenach)            | Dieter Burger (ASG Vorwärts Leipzig)         |
| 1969      | Harry Fiedler (ASG Vorwärts Leipzig)        | Horst Melzig (ASG Vorwärts Leipzig)         | Klaus Dumke (SG Dynamo Eisenach)             |
| 1970      | Klaus Dumke (SG Dynamo Eisenach)            | Harry Fiedler (ASG Vorwärts Leipzig)        | Bernd Uhlig (SG Dynamo Eisenach)             |
| 1971      | Klaus Dumke (SG Dynamo Eisenach)            | Dietmar Franke (SC Dynamo Berlin)           | Detlef Pöthke (SC Dynamo Berlin)             |
| 1972      | Peter Schulze (ASG Vorwärts Leipzig)        | Horst Melzig (ASG Vorwärts Leipzig)         | Harry Fiedler (ASG Vorwärts Leipzig)         |
| 1973      | Andreas Berger (ASK Vorwärts Potsdam)       | Dieter Müller (SC Dynamo Berlin)            | Günter Kollek (ASG Vorwärts Leipzig)         |
| 1974      | Dieter Müller (SC Dynamo Berlin)            | Detlef Pöthke (SC Dynamo Berlin)            | Günter Kollek (ASG Vorwärts Leipzig)         |
| 1975      | Dieter Müller (SC Dynamo Berlin)            | Lutz Leimbach (SC Dynamo Berlin)            | Gerhard Mädler (ASK Vorwärts Potsdam)        |
| 1976      | Dieter Müller (SC Dynamo Berlin)            | Andreas Berger (ASK Vorwärts Potsdam)       | Gerald Panzram (SC Dynamo Berlin)            |
| 1977      | Istfried Würzberger (ASK Vorwärts Potsdam)  | Andreas Berger (ASK Vorwärts Potsdam)       | Dieter Müller (SC Dynamo Berlin)             |
| 1978      | Frank Bader (ASK Vorwärts Potsdam)          | Andreas Berger (ASK Vorwärts Potsdam)       | Dieter Müller (SC Dynamo Berlin)             |
| 1979      | Thomas Bieler (SC Leipzig)                  | Karsten Hustig (SC Einheit Dresden)         | Wigbert Kindermann (ASK Vorwärts Potsdam)    |
| 1980      | Frank Bader (ASK Vorwärts Potsdam)          | Andreas Gerlach (ASK Vorwärts Potsdam)      | Thomas Bieler (SC Leipzig)                   |
| 1981      | Frank Bader (ASK Vorwärts Potsdam)          | Thomas Wille (SC Einheit Dresden)           | Karsten Hustig (SC Einheit Dresden)          |
| 1982      | Frank Bader (ASK Vorwärts Potsdam)          | Wilfried Fischer (SC Dynamo Berlin)         | Uwe Proske (SC Dynamo Berlin)                |
| 1983      | Karsten Hustig (SC Leipzig)                 | Frank Brademann (SC Dynamo Berlin)          | Uwe Koslowski (SC Dynamo Berlin)             |
| 1984      | Ulf Bresse (ASK Vorwärts Potsdam)           | Torsten Kühnemund (ASK Vorwärts Potsdam)    | Andre Kühnemund (ASK Vorwärts Potsdam)       |
| 1985      | Andre Kühnemund (ASK Vorwärts Potsdam)      | Sven Frische (ASK Vorwärts Potsdam)         | Harald Stümer (ASK Vorwärts Potsdam)         |
| 1986–1987 | nicht ausgetragen                           | nicht ausgetragen                           |                                              |
| 1988      | Torsten Kühnemund (ASK Vorwärts Potsdam)    | Uwe Proske (SC Dynamo Berlin)               | Matthias Möhring (SC Dynamo Berlin)          |
| 1989      | Uwe Proske (SC Dynamo Berlin)               | Uwe Kirschen (SC Dynamo Berlin)             | Wilfried Fischer (SC Dynamo Berlin)          |
| 1990      | Oliver Falter (SC Dynamo Berlin)            | Swen Menzel (SC Dynamo Berlin)              | Thomas Sell (SC Motor Jena)                  |

### Herrensäbel
| Jahr      | Gold                                            | Silber                                          | Bronze                                          |
| --------- | ----------------------------------------------- | ----------------------------------------------- | ----------------------------------------------- |
| 1952      | Georg Neuber (BSG Chemie Torgau)                | W. Trillhase (BSG Stahl Eisleben)               | Heinz Gierth (BSG Motor Dresden-Ost)            |
| 1953      | Heinz Ebert (BSG Einheit Mitte Karl-Marx-Stadt) | Dieter Athenstedt (BSG Empor Mitte Leipzig)     | Kurt Israel (BSG Einheit Mitte Karl-Marx-Stadt) |
| 1954      | Heinz Ebert (BSG Einheit Mitte Karl-Marx-Stadt) | Hans-Eberhard Gäbel (SC DHfK Leipzig)           | Rudi Kneip (BSG Empor Mitte Leipzig)            |
| 1955      | Rudi Kneip (BSG Empor Mitte Leipzig)            | Dieter Athenstedt (BSG Empor Mitte Leipzig)     | Hans-Eberhard Gäbel (SC DHfK Leipzig)           |
| 1956      | Heinz Ebert (BSG Einheit Mitte Karl-Marx-Stadt) | Dieter Athenstedt (BSG Empor Mitte Leipzig)     | Herbert Beyrich (BSG Empor Mitte Leipzig)       |
| 1957      | Rudi Kneip (BSG Empor Mitte Leipzig)            | Heinz Ebert (BSG Einheit Mitte Karl-Marx-Stadt) | Dieter Athenstedt (BSG Empor Mitte Leipzig)     |
| 1958      | Rudi Kneip (BSG Empor Mitte Leipzig)            | Werner Freese (SC DHfK Leipzig)                 | Heinz Ebert (BSG Einheit Mitte Karl-Marx-Stadt) |
| 1959      | Günther Hornkohl (BSG Empor Nordhausen-Salza)   | Rudi Kneip (BSG Empor Mitte Leipzig)            | Hans-Ulrich Jänicke (SC DHfK Leipzig)           |
| 1960      | Rolf Herter (SG Dynamo Eisenach)                | Jörg Hornkohl (SC DHfK Leipzig)                 | Hans-Ulrich Jänicke (SC DHfK Leipzig)           |
| 1961      | Hans-Eberhard Gäbel (SC DHfK Leipzig)           | Günther Hornkohl (BSG Empor Nordhausen-Salza)   | Jörg Hornkohl (SC DHfK Leipzig)                 |
| 1962      | Horst Dumke (SG Dynamo Eisenach)                | Jörg Hornkohl (SC DHfK Leipzig)                 | Gerhard Düben (SC Einheit Dresden)              |
| 1963      | Jörg Hornkohl (SC DHfK Leipzig)                 | Horst Dumke (SG Dynamo Eisenach)                | Udo Pfeiffer (SG Dynamo Eisenach)               |
| 1964      | Jörg Hornkohl (SC DHfK Leipzig)                 | Horst Dumke (SG Dynamo Eisenach)                | Wolfgang Paul (SC DHfK Leipzig)                 |
| 1965      | Jörg Hornkohl (SC DHfK Leipzig)                 | Horst Dumke (SG Dynamo Eisenach)                | Manfred Dieckmann (SG Dynamo Eisenach)          |
| 1966      | Horst Dumke (SG Dynamo Eisenach)                | Udo Pfeiffer (SG Dynamo Eisenach)               | Jörg Hornkohl (SC DHfK Leipzig)                 |
| 1967      | Horst Dumke (SG Dynamo Eisenach)                | Udo Pfeiffer (SG Dynamo Eisenach)               | Jörg Hornkohl (SC DHfK Leipzig)                 |
| 1968      | Udo Pfeiffer (SG Dynamo Eisenach)               | Jörg Hornkohl (SC DHfK Leipzig)                 | Horst Dumke (SG Dynamo Eisenach)                |
| 1969      | Udo Pfeiffer (SG Dynamo Eisenach)               | Manfred Dieckmann (SG Dynamo Eisenach)          | Frank Olschinsky (ASG Vorwärts Leipzig)         |
| 1970      | Frank Olschinsky (ASG Vorwärts Leipzig)         | Horst Dumke (SC Dynamo Berlin)                  | Bernd Ludwig (ASG Vorwärts Leipzig)             |
| 1971      | Frank Olschinsky (BSG Einheit Oschatz)          | Wolfgang Kunze (SC Dynamo Berlin)               | Lutz Sprenger (ASG Vorwärts Leipzig)            |
| 1972      | Wolfgang Kunze (SC Dynamo Berlin)               | Frank Hallfahrt (SC Dynamo Berlin)              | Frank-Eberhard Höltje (SC Dynamo Berlin)        |
| 1973      | Frank-Eberhard Höltje (SC Dynamo Berlin)        | Helmut Helfricht (ASK Vorwärts Leipzig)         | Gerd May (SC Dynamo Berlin)                     |
| 1974      | Helmut Helfricht (ASK Vorwärts Leipzig)         | Frank-Eberhard Höltje (SC Dynamo Berlin)        | Wolfgang Kunze (SC Dynamo Berlin)               |
| 1975      | Wolfgang Kunze (SC Dynamo Berlin)               | Frank-Eberhard Höltje (SC Dynamo Berlin)        | Gerd May (SC Dynamo Berlin)                     |
| 1976      | Gerd May (SC Dynamo Berlin)                     | Hendrik Jung (SC Leipzig)                       | Frank-Eberhard Höltje (SC Dynamo Berlin)        |
| 1977      | Frank-Eberhard Höltje (SC Dynamo Berlin)        | Peter Ulbrich (SC Dynamo Berlin)                | Gerd May (SC Dynamo Berlin)                     |
| 1978      | Frank-Eberhard Höltje (SC Dynamo Berlin)        | Rüdiger Müller (ASK Vorwärts Potsdam)           | Peter Ulbrich (SC Dynamo Berlin)                |
| 1979      | Rüdiger Müller (ASK Vorwärts Potsdam)           | Hendrik Jung (SC Leipzig)                       | Gerd May (SC Dynamo Berlin)                     |
| 1980      | Frank-Eberhard Höltje (SC Dynamo Berlin)        | Rüdiger Müller (ASK Vorwärts Potsdam)           | Hendrik Jung (SC Leipzig)                       |
| 1981      | Rüdiger Müller (ASK Vorwärts Potsdam)           | Hendrik Jung (SC Leipzig)                       | Frank-Eberhard Höltje (SC Dynamo Berlin)        |
| 1982      | Peter Ulbrich (SC Dynamo Berlin)                | Frank Weib (SC Dynamo Berlin)                   | Thomas Bartsch (ASK Vorwärts Potsdam)           |
| 1983      | Rüdiger Müller (ASK Vorwärts Potsdam)           | Thomas Meyer (SC Dynamo Berlin)                 | Thomas Bartsch (ASK Vorwärts Potsdam)           |
| 1984      | Peter Ulbrich (SC Dynamo Berlin)                | Rüdiger Müller (ASK Vorwärts Potsdam)           | Thomas Meyer (SC Dynamo Berlin)                 |
| 1985      | Thomas Meyer (SC Dynamo Berlin)                 | Frank Weib (SC Dynamo Berlin)                   | Rüdiger Müller (ASK Vorwärts Potsdam)           |
| 1986–1990 | nicht ausgetragen                               | nicht ausgetragen                               | nicht ausgetragen                               |

### Damenflorett
| Jahr | Gold                                                | Silber                                     | Bronze                                              |
| ---- | --------------------------------------------------- | ------------------------------------------ | --------------------------------------------------- |
| 1952 | Elisabeth Herold (BSG Empor Mitte Leipzig)          | Annemarie Wilberg (BSG Motor Dresden-Ost)  | Herta Presting (SC Motor Jena)                      |
| 1953 | Annemarie Wilberg (BSG Motor Dresden-Ost)           | Hanna Hesse (BSG Fortschritt Apolda)       | Elisabeth Herold (BSG Empor Mitte Leipzig)          |
| 1954 | Elisabeth Herold (BSG Empor Mitte Leipzig)          | Herta Presting (SC Motor Jena)             | Christa Freitag (BSG Einheit Mitte Karl-Marx-Stadt) |
| 1955 | Christa Freitag (BSG Einheit Mitte Karl-Marx-Stadt) | Ruth Domaschke (SC Motor Jena)             | Elisabeth Herold (BSG Empor Mitte Leipzig)          |
| 1956 | Christa Freitag (BSG Einheit Mitte Karl-Marx-Stadt) | Elisabeth Herold (BSG Empor Mitte Leipzig) | Karin Lohse (BSG Turbine Frankenberg)               |
| 1957 | Karin Lohse (BSG Turbine Frankenberg)               | Käthe Müller (BSG Einheit Altenburg)       | Elisabeth Herold (BSG Empor Mitte Leipzig)          |
| 1958 | Marianne Spittel (BSG Rotation Mitte Berlin)        | Hildegard Klitzsch (BSG Medizin Bautzen)   | Karin Lohse (BSG Turbine Frankenberg)               |
| 1959 | Christine Radtke (BSG Lokomotive Köthen)            | Diemuth Müller (SG Dynamo Karl-Marx-Stadt) | Renate Schäfer (BSG Post Erfurt)                    |
| 1960 | Karin Lohse (SG Dynamo Karl-Marx-Stadt)             | Diemuth Müller (SG Dynamo Karl-Marx-Stadt) | Rosemarie Fleischer (SC DHfK Leipzig)               |
| 1961 | Karin Lohse (SG Dynamo Karl-Marx-Stadt)             | Diemuth Müller (SG Dynamo Eisenach)        | Brigitte Tänzer (SC DHfK Leipzig)                   |
| 1962 | Brigitte Tänzer (SC DHfK Leipzig)                   | Rosemarie Fleischer (SC DHfK Leipzig)      | Rita Makowski (SG Dynamo Eisenach)                  |
| 1963 | Rosemarie Fleischer (SC DHfK Leipzig)               | Barbara Richter (SC DHfK Leipzig)          | Margret Dirnhofer (SC DHfK Leipzig)                 |
| 1964 | Rosemarie Fleischer (SC DHfK Leipzig)               | Renate Rummel (SG Dynamo Eisenach)         | Brigitte Tänzer (SC DHfK Leipzig)                   |
| 1965 | Christine Straka (SC DHfK Leipzig)                  | Margret Dirnhofer (SC DHfK Leipzig)        | Karin Arnold (SG Dynamo Eisenach)                   |
| 1966 | Karin Arnold (SG Dynamo Eisenach)                   | Ingrid Rensch (SG Dynamo Eisenach)         | Brigitte Falkenstein (SC DHfK Leipzig)              |
| 1967 | Margret Dirnhofer (SC DHfK Leipzig)                 | Christine Straka (SC DHfK Leipzig)         | Hannelies Heinzel (SC DHfK Leipzig)                 |
| 1968 | Birgit Ruhla (SC Einheit Dresden)                   | Margret Dirnhofer (SC DHfK Leipzig)        | Hannelies Heinzel (SC DHfK Leipzig)                 |
| 1969 | Margret Dirnhofer (SC DHfK Leipzig)                 | Angelika Ihle (SC DHfK Leipzig)            | Brigitte Falkenstein (SC DHfK Leipzig)              |
| 1970 | Elke Raschke (SC Leipzig)                           | Angelika Ihle (SC Leipzig)                 | Ulrike Hiller (SC Dynamo Berlin)                    |
| 1971 | Angelika Ihle (SC Leipzig)                          | Margret Dirnhofer (SC Leipzig)             | Ursula Eltz (SC Leipzig)                            |
| 1972 | Gabriele Leschnik (SC Leipzig)                      | Elke Raschke (SC Leipzig)                  | Ursula Eltz (SC Leipzig)                            |
| 1973 | Ursula Eltz (SC Leipzig)                            | Gabriele Leschnik (SC Leipzig)             | Angelika Kobjolke (SC Einheit Dresden)              |
| 1974 | Ursula Eltz (SC Leipzig)                            | Beate Schubert (SC Leipzig)                | Gabriele Weniger (SC Dynamo Berlin)                 |
| 1975 | Angelika Kobjolke (SC Einheit Dresden)              | Gabriele Weniger (SC Dynamo Berlin)        | Gabriele Leschnik (SC Leipzig)                      |
| 1976 | Mandy Dick (SC Einheit Dresden)                     | Sabine Hertrampf (ASK Vorwärts Potsdam)    | Gabriele Weniger (SC Dynamo Berlin)                 |
| 1977 | Sabine Hertrampf (ASK Vorwärts Potsdam)             | Mandy Dick (SC Einheit Dresden)            | Beate Schubert (SC Leipzig)                         |
| 1978 | Gabriele Janke (SC Dynamo Berlin)                   | Gisela Schöne (SC Dynamo Berlin)           | Elke Gerstenberger (ASK Vorwärts Potsdam)           |
| 1979 | Marion Schulze (ASK Vorwärts Potsdam)               | Mandy Dick (SC Einheit Dresden)            | Sabine Hertrampf (ASK Vorwärts Potsdam)             |
| 1980 | Mandy Niklaus (SC Einheit Dresden)                  | Elke Gerstenberger (ASK Vorwärts Potsdam)  | Sabine Hertrampf (ASK Vorwärts Potsdam)             |
| 1981 | Elke Gerstenberger (ASK Vorwärts Potsdam)           | Marion Schulze (ASK Vorwärts Potsdam)      | Petra Faber (ASK Vorwärts Potsdam)                  |
| 1982 | Mandy Niklaus (SC Dynamo Berlin)                    | Elke Gerstenberger (ASK Vorwärts Potsdam)  | Petra Faber (ASK Vorwärts Potsdam)                  |
| 1983 | Mandy Niklaus (SC Dynamo Berlin)                    | Petra Faber (ASK Vorwärts Potsdam)         | Gabriele Janke (Fechterin) (SC Dynamo Berlin)       |
| 1984 | Simone Rieper (SC Dynamo Berlin)                    | Mandy Niklaus (SC Dynamo Berlin)           | Beate Goetze (SC Leipzig)                           |
| 1985 | Simone Rieper (SC Dynamo Berlin)                    | Susanne Lange (ASK Vorwärts Potsdam)       | Mandy Niklaus (SC Dynamo Berlin)                    |
| 1986 | Ulrike Ladenberger (SC Einheit Dresden)             | Annette Helfer (SC Leipzig)                | Stefanie Fähse (SC Dynamo Berlin)                   |
| 1987 | Stefanie Reese (SC Dynamo Berlin)                   | Katja Baumann (SC Motor Jena)              | Mandy Niklaus (SC Dynamo Berlin)                    |
| 1988 | Stefanie Reese (SC Dynamo Berlin)                   | Beate Goetze (SC Leipzig)                  | Andrea Tomasch (SC Dynamo Berlin)                   |
| 1989 | Annette Helfer (SC Leipzig)                         | Stefanie Reese (SC Dynamo Berlin)          | Ute Klarius (SC Einheit Dresden)                    |
| 1990 | Andrea Tomasch (SC Dynamo Berlin)                   | Ute Wagner (SC Einheit Dresden)            | Petra Bürgelt (SC Einheit Dresden)                  |

## Ranglisten

### Medaillengewinner im Herrenflorett
| Rang | Name                | Verein                            | Gold | Silber | Bronze |
| ---- | ------------------- | --------------------------------- | ---- | ------ | ------ |
| 1.   | Klaus Haertter      | SC Einheit Dresden                | 5    | 1      | 0      |
| 1.   | Fritz Raschke       | SG Dynamo Eisenach                | 5    | 1      | 0      |
| 3.   | Udo Wagner          | SC Einheit Dresden                | 3    | 2      | 0      |
| 4.   | Hartmuth Behrens    | SG Dynamo Eisenach                | 2    | 5      | 1      |
| 5.   | Dieter Athenstedt   | BSG Empor Mitte Leipzig           | 2    | 3      | 1      |
| 6.   | Heinz Ebert         | BSG Einheit Mitte Karl-Marx-Stadt | 2    | 3      | 0      |
| 7.   | Adrian Germanus     | SC Motor Jena                     | 2    | 2      | 3      |
| 8.   | Hans-Ulrich Jänicke | SC DHfK Leipzig                   | 2    | 1      | 3      |
| 9.   | Klaus-Dieter Prodel | SC DHfK Leipzig                   | 2    | 0      | 2      |
| 10.  | Thomas Heidenescher | ASK Vorwärts Potsdam              | 2    | 0      | 0      |

### Medaillengewinner im Herrendegen
| Rang | Name              | Verein                                    | Gold | Silber | Bronze |
| ---- | ----------------- | ----------------------------------------- | ---- | ------ | ------ |
| 1.   | Harry Fiedler     | BSG Chemie Rodleben, ASG Vorwärts Leipzig | 5    | 3      | 1      |
| 2.   | Klaus Dumke       | SG Dynamo Eisenach                        | 5    | 1      | 3      |
| 3.   | Frank Bader       | ASK Vorwärts Potsdam                      | 4    | 0      | 0      |
| 4.   | Dieter Müller     | SC Dynamo Berlin                          | 3    | 1      | 2      |
| 5.   | Dieter Athenstedt | BSG Empor Mitte Leipzig                   | 2    | 2      | 0      |
| 6.   | Rudi Kneip        | BSG Empor Mitte Leipzig                   | 2    | 1      | 0      |
| 7.   | Gisbert Nelke     | SC Einheit Dresden                        | 2    | 0      | 1      |
| 8.   | Günther Keßler    | BSG Motor Dresden-Ost                     | 2    | 0      | 0      |

### Medaillengewinner im Herrensäbel
| Rang | Name                  | Verein                                    | Gold | Silber | Bronze |
| ---- | --------------------- | ----------------------------------------- | ---- | ------ | ------ |
| 1.   | Frank-Eberhard Höltje | SC Dynamo Berlin                          | 4    | 2      | 3      |
| 2.   | Horst Dumke           | SG Dynamo Eisenach, SC Dynamo Berlin      | 3    | 4      | 1      |
| 3.   | Jörg Hornkohl         | SC DHfK Leipzig                           | 3    | 3      | 3      |
| 4.   | Rüdiger Müller        | ASK Vorwärts Potsdam                      | 3    | 3      | 1      |
| 5.   | Heinz Ebert           | BSG Einheit Mitte Karl-Marx-Stadt         | 3    | 1      | 1      |
| 5.   | Rudi Kneip            | BSG Empor Mitte Leipzig                   | 3    | 1      | 1      |
| 7.   | Udo Pfeiffer          | SG Dynamo Eisenach                        | 2    | 2      | 1      |
| 8.   | Wolfgang Kunze        | SC Dynamo Berlin                          | 2    | 1      | 1      |
| 8.   | Peter Ulbrich         | SC Dynamo Berlin                          | 2    | 1      | 1      |
| 10.  | Frank Olschinsky      | ASG Vorwärts Leipzig, BSG Einheit Oschatz | 2    | 0      | 1      |

### Medaillen der Herren (kumuliert)
| Rang | Name                  | Verein                                    | Gold | Silber | Bronze |
| ---- | --------------------- | ----------------------------------------- | ---- | ------ | ------ |
| 1.   | Heinz Ebert           | BSG Einheit Mitte Karl-Marx-Stadt         | 5    | 4      | 1      |
| 2.   | Harry Fiedler         | BSG Chemie Rodleben                       | 5    | 3      | 1      |
| 3.   | Rudi Kneip            | BSG Empor Mitte Leipzig                   | 5    | 2      | 3      |
| 4.   | Klaus Dumke           | SG Dynamo Eisenach                        | 5    | 1      | 3      |
| 5.   | Klaus Haertter        | SC Einheit Dresden                        | 5    | 1      | 0      |
| 5.   | Fritz Raschke         | SG Dynamo Eisenach                        | 5    | 1      | 0      |
| 7.   | Dieter Athenstedt     | BSG Empor Mitte Leipzig                   | 4    | 8      | 2      |
| 8.   | Jörg Hornkohl         | SC DHfK Leipzig                           | 4    | 4      | 3      |
| 9.   | Frank-Eberhard Höltje | SC Dynamo Berlin                          | 4    | 2      | 3      |
| 10.  | Frank Bader           | ASK Vorwärts Potsdam                      | 4    | 0      | 0      |
| 11.  | Horst Dumke           | SC Dynamo Berlin                          | 3    | 4      | 1      |
| 12.  | Rüdiger Müller        | ASK Vorwärts Potsdam                      | 3    | 3      | 1      |
| 13.  | Udo Wagner            | SC Einheit Dresden                        | 3    | 2      | 0      |
| 14.  | Dieter Müller         | SC Dynamo Berlin                          | 3    | 1      | 2      |
| 15.  | Hartmuth Behrens      | SG Dynamo Eisenach                        | 2    | 5      | 1      |
| 16.  | Hans-Ulrich Jänicke   | SC DHfK Leipzig                           | 2    | 4      | 5      |
| 17.  | Adrian Germanus       | SC Motor Jena                             | 2    | 2      | 3      |
| 18.  | Udo Pfeiffer          | SG Dynamo Eisenach                        | 2    | 2      | 1      |
| 19.  | Hans-Eberhard Gäbel   | SC DHfK Leipzig                           | 2    | 1      | 1      |
| 19.  | Wolfgang Kunze        | SC Dynamo Berlin                          | 2    | 1      | 1      |
| 19.  | Peter Ulbrich         | SC Dynamo Berlin                          | 2    | 1      | 1      |
| 22.  | Klaus-Dieter Prodel   | SC DHfK Leipzig                           | 2    | 0      | 2      |
| 23.  | Gisbert Nelke         | SC Einheit Dresden                        | 2    | 0      | 1      |
| 23.  | Frank Olschinsky      | ASG Vorwärts Leipzig, BSG Einheit Oschatz | 2    | 0      | 1      |
| 25.  | Günther Keßler        | BSG Motor Dresden-Ost                     | 2    | 0      | 0      |
| 25.  | Georg Neuber          | BSG Chemie Torgau                         | 2    | 0      | 0      |

### Medaillengewinner im Damenflorett
| Rang | Name                      | Verein                                             | Gold | Silber | Bronze |
| ---- | ------------------------- | -------------------------------------------------- | ---- | ------ | ------ |
| 1.   | Mandy Niklaus (geb. Dick) | SC Einheit Dresden, SC Dynamo Berlin               | 4    | 3      | 2      |
| 2.   | Karin Lohse               | BSG Turbine Frankenberg, SG Dynamo Karl-Marx-Stadt | 3    | 0      | 2      |
| 3.   | Margret Dirnhofer         | SC DHfK Leipzig                                    | 2    | 3      | 1      |
| 4.   | Elisabeth Herold          | BSG Empor Mitte Leipzig                            | 2    | 1      | 3      |
| 5.   | Rosemarie Fleischer       | SC DHfK Leipzig                                    | 2    | 1      | 1      |
| 5.   | Stefanie Reese            | SC Dynamo Berlin                                   | 2    | 1      | 1      |
| 7.   | Ursula Eltz               | SC Leipzig                                         | 2    | 0      | 2      |
| 8.   | Christa Freitag           | BSG Einheit Mitte Karl-Marx-Stadt                  | 2    | 0      | 1      |
| 9.   | Simone Rieper             | SC Dynamo Berlin                                   | 2    | 0      | 0      |

### Medaillen nach Vereinszugehörigkeit
| Rang | Verein                            | Gold | Silber | Bronze |
| ---- | --------------------------------- | ---- | ------ | ------ |
| 1.   | SC Dynamo Berlin                  | 27   | 29     | 31     |
| 2.   | ASK Vorwärts Potsdam              | 20   | 20     | 19     |
| 3.   | SC Einheit Dresden                | 17   | 13     | 9      |
| 4.   | SC DHfK Leipzig                   | 16   | 16     | 21     |
| 5.   | SG Dynamo Eisenach                | 16   | 16     | 14     |
| 6.   | BSG Empor Mitte Leipzig           | 12   | 13     | 10     |
| 7.   | ASG Vorwärts Leipzig              | 9    | 10     | 12     |
| 8.   | SC Leipzig                        | 8    | 10     | 7      |
| 9.   | BSG Einheit Mitte Karl-Marx-Stadt | 7    | 4      | 3      |
| 10.  | SC Motor Jena                     | 3    | 6      | 8      |
| 11.  | SG Dynamo Karl-Marx-Stadt         | 3    | 3      | 2      |
| 12.  | BSG Motor Dresden-Ost             | 3    | 1      | 1      |
| 13.  | BSG Chemie Torgau                 | 2    | 0      | 0      |
| 14.  | BSG Lokomotive Köthen             | 1    | 1      | 2      |
| 15.  | BSG Empor Nordhausen-Salza        | 1    | 1      | 0      |
| 16.  | BSG Turbine Frankenberg           | 1    | 0      | 2      |
| 17.  | BSG Rotation Mitte Berlin         | 1    | 0      | 0      |
| 17.  | BSG Einheit Oschatz               | 1    | 0      | 0      |
| 17.  | BSG Chemie Rodleben               | 1    | 0      | 0      |
| 20.  | BSG Post Erfurt                   | 0    | 1      | 4      |
| 21.  | BSG Fortschritt Apolda            | 0    | 1      | 1      |
| 22.  | BSG Einheit Altenburg             | 0    | 1      | 0      |
| 22.  | BSG Medizin Bautzen               | 0    | 1      | 0      |
| 22.  | BSG Stahl Eisleben                | 0    | 1      | 0      |
| 22.  | HSG Wissenschaft Rostock          | 0    | 1      | 0      |
| 26.  | BSG Motor West Zella-Mehlis       | 0    | 0      | 2      |
| 27.  | BSG Lokomotive Dresden            | 0    | 0      | 1      |